# Pont-d'Ain
Pont-d'Ain es una comuna francesa situada en el departamento de Ain, de la región de Auvernia-Ródano-Alpes. Es la cabecera y mayor población del cantón de su nombre. Pertenece a la comunidad de comunas Rives de l'Ain - Pays du Cerdon.

## Demografía
| 1 517 | 1 510 | 1 824 | 1 972 | 2 266 | 2 224 | 2 258 | 2 307 | 2 429 | 2 734 | 2 904 |
| Para los censos de 1962 a 1999 la población legal corresponde a la población sin duplicidades (Fuente: INSEE [Consultar]) |       |       |       |       |       |       |       |       |       |       |